# Batalla de Sudbury
La Batalla de Sudbury fue un enfrentamiento militar librado en el contexto de la Guerra del rey Felipe. Los indios iniciaron una razia y asaltaron el pueblo durante la noche del 20 de abril de 1676, posiblemente dirigidos por el sachem Metacomet (c.1639-1676), pero las defensas impidieron su conquista. Los indios llevaban su fuerza principal y fue la mayor batalla de la guerra. Fue uno de los combates más sangrientos de la historia de la colonización del este de Norteamérica. Los refuerzos venidos desde pueblos cercanos a ayudar a los defensores fueron emboscados en las afueras, destacando en la que cayó el capitán de milicias coloniales, Samuel Wadsworth, venido de Marlborough murió con 28 de sus 60 hombres. El edil John Grout (c.1643-1697) y unos pocos defensores consiguieron resistir hasta que los refuerzos coloniales obligaron a los indios a retirarse dejando el pueblo arrasado.